# Camarasauridae
Camarasauridae (que significa "lagartos camarados") é uma família de dinossauros neossaurópodes dentro do clado Macronaria, o grupo irmão dos Titanosauriformes. Entre os saurópodes, os camarassaurídeos são de pequeno a médio porte, com pescoços relativamente curtos. Eles são visualmente identificáveis por um crânio curto com narinas grandes e dentes largos e espatulados preenchendo uma mandíbula espessa. Com base na biomecânica das vértebras cervicais e das costelas cervicais, os camarassaurídeos provavelmente moveram seus pescoços em um movimento vertical, em vez de horizontal, em contraste com a maioria dos diplodocóides.  Com base em filogenia, eles são definidos como todos os saurópodes mais intimamente relacionados ao Camarasaurus supremus do que ao Saltasaurus loricatus.

## Descrição
Vários recursos esqueléticos foram usados para caracterizar os camarassaurídeos. No crânio, eles incluem um diâmetro externo das narinas de aproximadamente 40% do comprimento do eixo longo do crânio, uma barra interna arqueada, um focinho curto anterior às narinas e a plataforma maxilar. No resto do esqueleto axial, isso inclui faces ventrais planas nas vértebras cervicais, um alargamento triangular para as espinhas neurais das vértebras dorsais média e posterior e uma superfície posterior côncava para as costelas torácicas anteriores, bem como um hematoma externo canal através das vértebras anteriores da cauda. Uma redução para dois carpais, metacarpos longos em relação ao rádio e uma haste isquiática torcida servem para identificar o esqueleto apendicular.

## Paleogeografia
Em termos gerais, os camarassaurídeos ocuparam uma distribuição limitada ao continente de Laurásia durante o Jurássico Superior. A maioria dos espécimes camarassaurídeos atualmente aceitos foram descobertos na Formação Morrison da América do Norte, no entanto, alguns espécimes da Formação Tendaguru, na África, foram especulados como pertencendo ao gênero Camarasaurus, e o estreitamente relacionado Lourinhasaurus foi encontrado em Portugal.